# Michel-Ange Slodtz
Pour les articles homonymes, voir Michel-Ange (homonymie) et Slodtz.
René-Michel Slodtz, dit Michel-Ange Slodtz, est un sculpteur français né à Paris le 27 septembre 1705 et mort dans la même ville le 26 octobre 1764.

## Biographie
Fils du statuaire et décorateur Sébastien Slodtz (1655-1726), né dans le Brabant à Anvers, alors dans les Pays-Bas espagnols, il est le frère de Sébastien-Antoine Slodtz (1695-1754), de Paul-Ambroise Slodtz (1702-1758), également sculpteurs, et de Dominique-Francois Slodtz (vers 1710-1764), peintre des Menus-Plaisirs du roi.
Considéré comme étant le plus doué des quatre frères, il passa 17 ans à Rome où il reçut le surnom de « Michel-Ange ». Il a réalisé de nombreux monuments funéraires et des œuvres religieuses influencées par le mouvement baroque, dont il devient l'un des principaux représentants à son retour en France.
Avec son frère Sébastien-Antoine, il travaille vers 1750-1760 au chœur de style baroque de l'église Saint-Merri à Paris.
En compagnie de son confrère Guillaume Coustou « Le Jeune » (dit aussi Guillaume II Coustou), il est également l'auteur d'une partie des décorations sculptées des hôtels construits par Ange-Jacques Gabriel sur commande de la Ville de Paris et au choix du roi Louis XV aux 2, 4, 6, 8 et 10, place Louis XV (actuelle place de la Concorde) à Paris.
Jean-Antoine Houdon figure parmi ses élèves.

## Œuvres dans les collections publiques
Aux États-Unis
- Cambridge, musées d'Art de Harvard : Portrait d'un homme, vers 1750, buste en marbre[1]

En France
- Amiens : 
  - cathédrale Notre-Dame : conception et dessin de la grille de clôture du chœur.
- Nancy :
  - Musée des Beaux-Arts de Nancy : Buste de Stanislas, marbre
- Paris :
  - église Saint-Merri : Gloire entourée d'angelots, 1758, en collaboration avec son frère Sébastien-Antoine Slodtz.
  - église Saint-Sulpice : Tombeau de Jean-Baptiste Languet de Gergy, curé de la paroisse, 1757.
  - musée du Louvre :
    - Chrysès, prêtre d'Apollon, vers 1740, buste en terre cuite[2] ;
    - Iphigénie, fille du roi grec Agamemnon, Salon de 1759, buste en terre cuite[3].
- Vienne, cathédrale Saint-Maurice : Mausolée des archevêques Armand de Montmorin et Henri-Oswald de La Tour d'Auvergne, 1740-1747.

Œuvres de Michel-Ange Slodtz
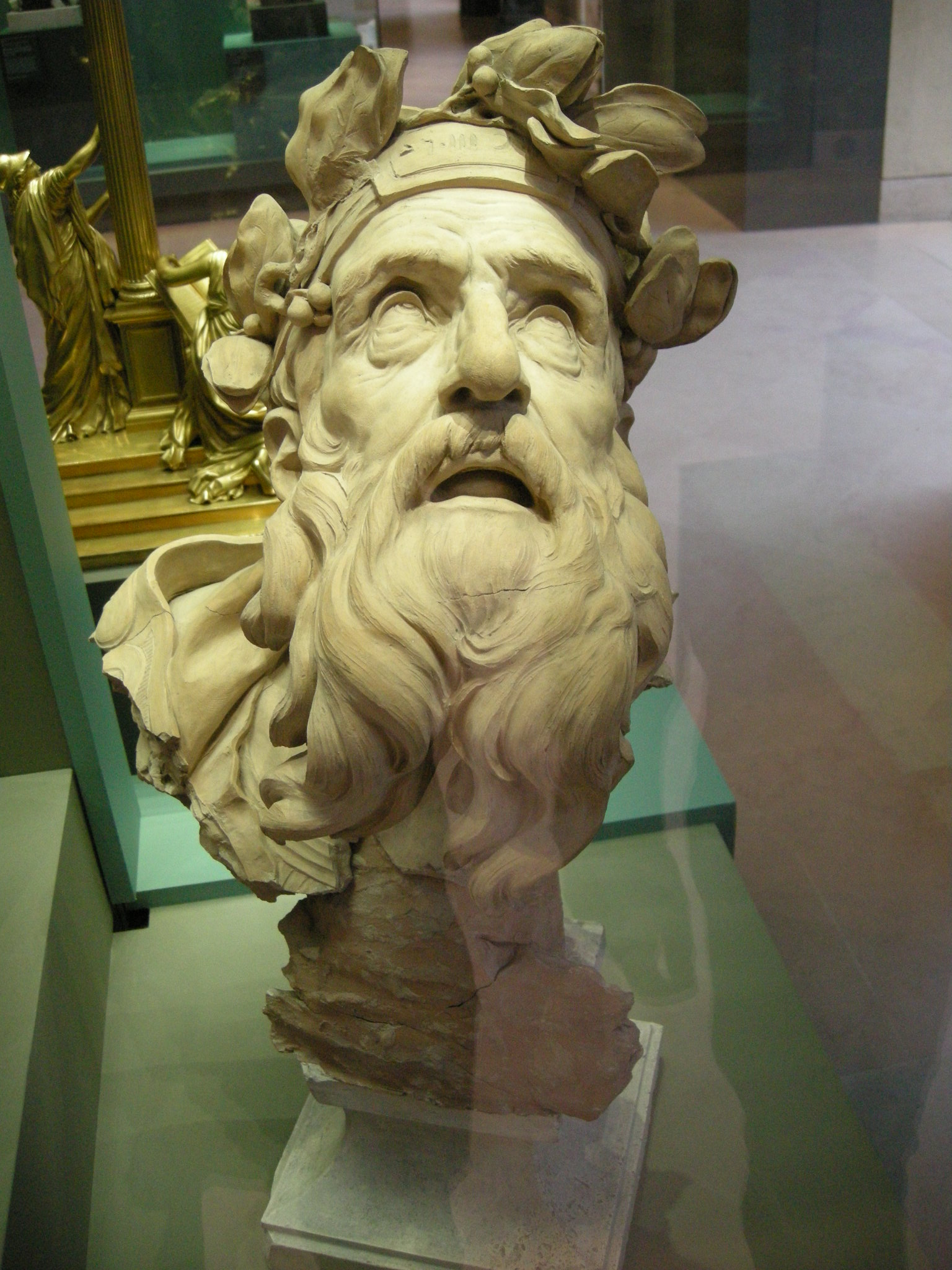
Chrysès, prêtre d'Apollon (vers 1740), Paris, musée du Louvre.
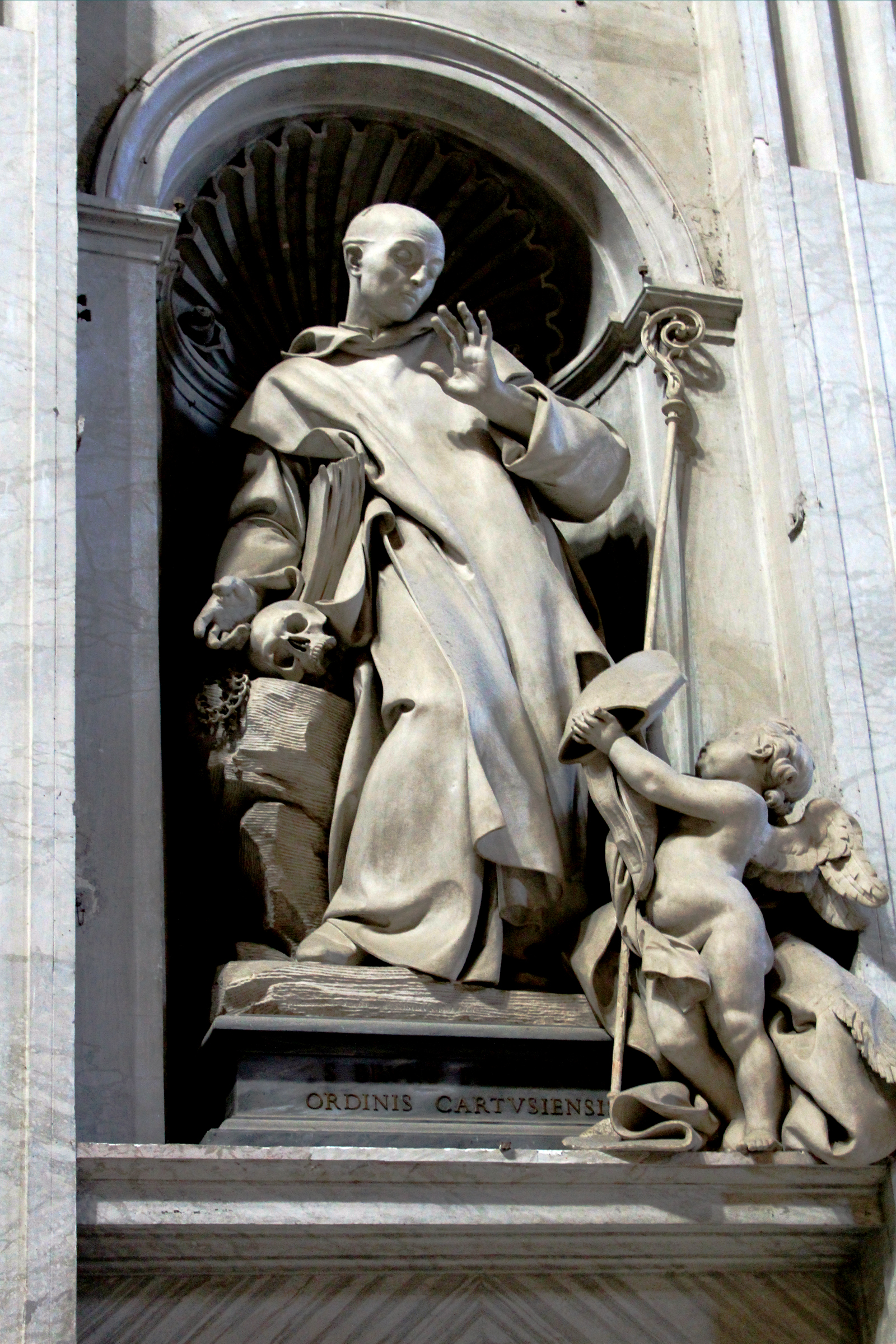
Saint Bruno (1744), Rome, basilique Saint-Pierre.
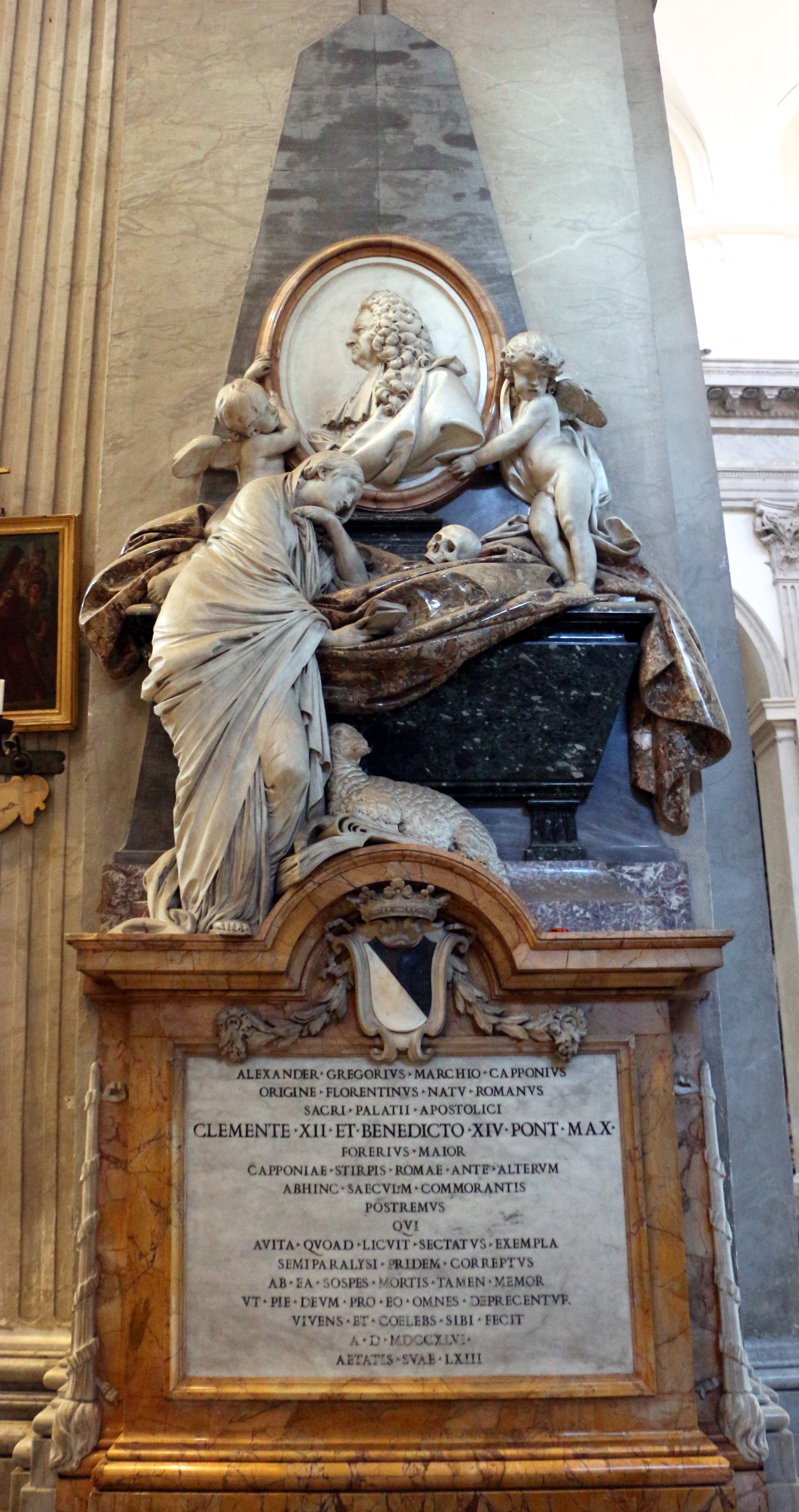
Monument funéraire à Alessandro Gregorio Capponi (1746), Rome, église San Giovanni Battista dei Fiorentini.
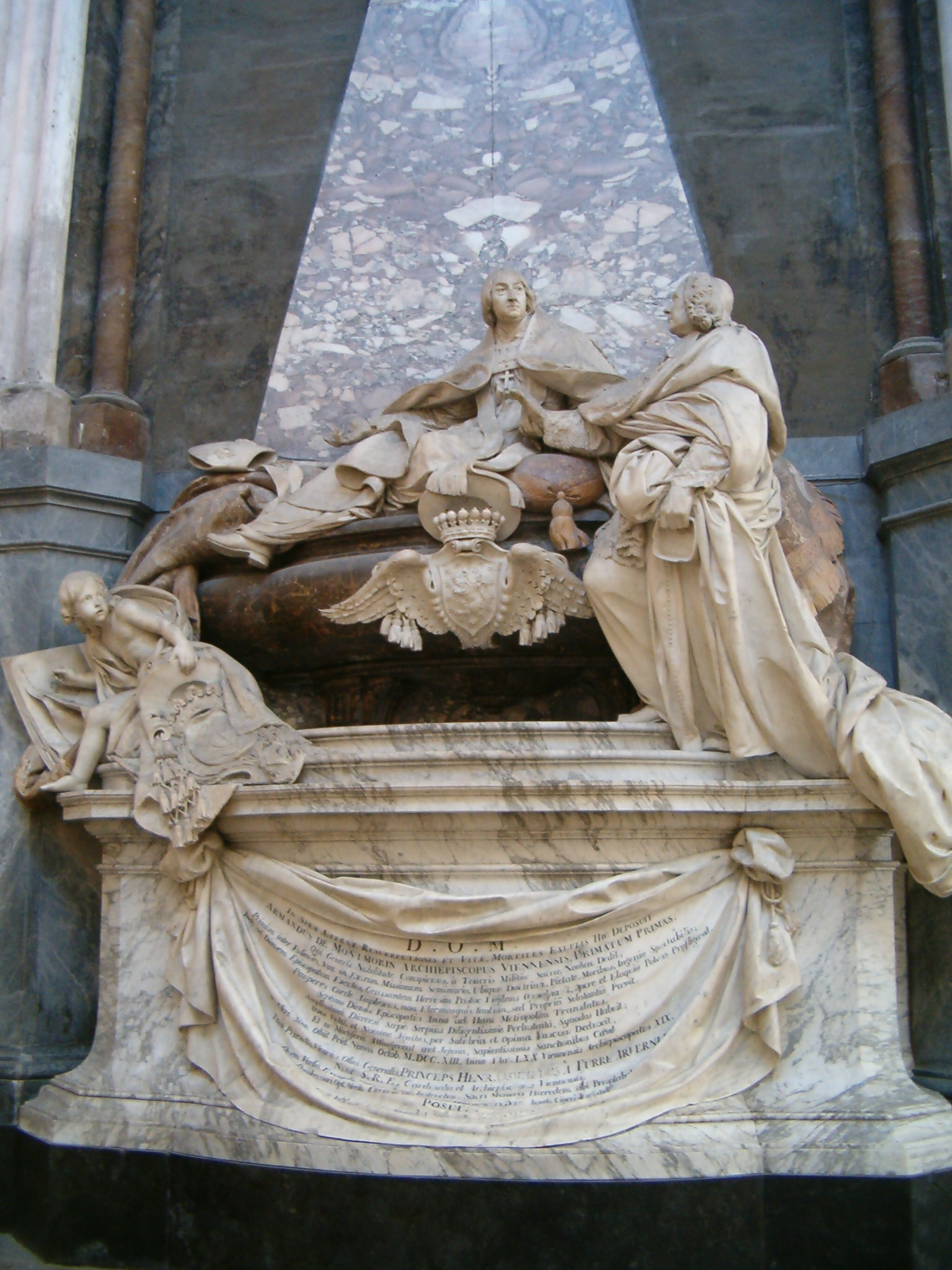
Mausolée des archevêques Armand de Montmorin et Henri-Oswald de La Tour d'Auvergne (1740-1747), Vienne, cathédrale Saint-Maurice.
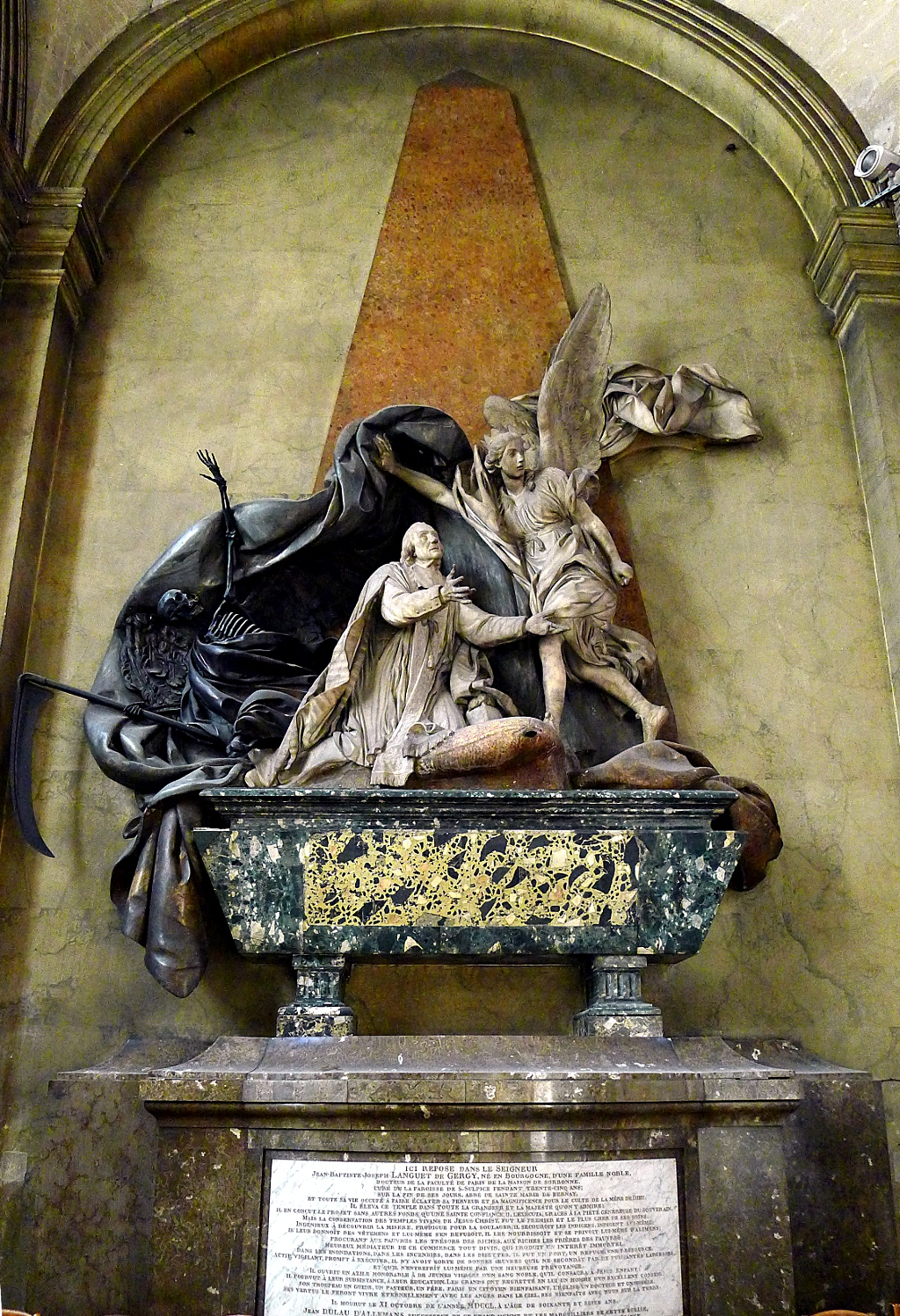
Tombeau de Jean-Baptiste Languet de Gergy (1757), Paris, église Saint-Sulpice.